# Borda de Bartomeu
La Borda de Bartomeu és una borda del terme municipal de la Torre de Cabdella, a l'antic terme de la Pobleta de Bellveí, al Pallars Jussà.
Està situada al sud i a prop del poble d'Estavill, a peu de la carretera local que mena a aquest poble. És al nord de les Bordes d'Estavill i al nord-est de la Pobleta de Bellveí.
Actualment és del tot en ruïnes.